# Willi Rickmer Rickmers
Willi Rickmer Rickmers (ur. 1 maja 1873 w Lehe (dziś Bremerhaven), zm. 15 czerwca 1965 w Monachium) – niemiecki alpinista, jeden z najwybitniejszych wspinaczy przełomu XIX i XX wieku.
Jego ojciec Wilhelm Heinrich (1844–1891) był kupcem, a jego dziadek, Rickmer Clasen Rickmers (1807–1886), właścicielem stoczni w Bremerhaven i założycielem słynnej firmy żeglugowej Rickmers Reederei. Johann Rickmers (1881–1923), uczestnik nieudanego puczu Hitlera w 1923 r., był jego bratem.
W roku szkolnym 1890/1891 uczęszczał do prywatnej szkoły Oskara Silligsa w La Tour-de-Peilz nad Jeziorem Genewskim. Odbyte wówczas pierwsze górskie wycieczki w Jurę i Alpy rozbudziły jego entuzjazm dla gór. W roku 1893/1894 Rickmers studiował nauki przyrodnicze oraz geologię na uniwersytecie w Wiedniu, gdzie został członkiem Sekcji Akademickiej Austriackiego Klubu Alpejskiego. Odbył tam wycieczki po wschodnich Alpach Środkowych i Dolomitach, doskonaląc swe umiejętności wspinaczkowe.
Był przedstawicielem tzw. alpinizmu odkrywczego: poza licznymi wspinaczkami w Alpach odbył wiele wypraw w egzotyczne i mało wówczas poznane rejony górskie. Uczestniczył m.in. w wyprawach w Kaukaz (1894, 1895, 1903), w Pamir (1896, 1898, 1913, 1928), do Turkiestanu (1906) oraz w Ałaj i Transałaj (1928).
Jednym z największych jego osiągnięć była niemiecko-szwajcarsko-austriacka wyprawa na kaukaską Uszbę, którą kierował i podczas której 26 lipca 1903 r., wraz z czterema innymi uczestnikami, zdobył dziewiczy dotąd południowy wierzchołek (4694 m) tej góry.
Publikował wiele opisów swych wypraw i górskich wspomnień. Był autorem m.in. wysoko ocenianej książki Alai! Alai!.